# Principe cosmologique parfait
En cosmologie, le principe cosmologique parfait énonce que l'Univers est identique à lui-même en chacun de ses points et à toutes les époques. Cette hypothèse supplémentaire le distingue du principe cosmologique, introduit par Albert Einstein en 1917, qui énonce que tous les points de l'Univers possèdent les mêmes propriétés à une époque donnée.

## Historique
Le principe cosmologique parfait a été proposé par les auteurs de la théorie de l'état stationnaire, Fred Hoyle, Thomas Gold et Hermann Bondi. Par certains côtés, il peut apparaître comme un postulat philosophique rappelant le dogme de l'immuabilité des cieux de l'Antiquité grecque, mais à l'époque il avait pour but de proposer une alternative au Big Bang dont l'aspect, lui aussi biblique, déplaisait à certains cosmologistes, Albert Einstein en tête. Il a par la suite été abandonné, tout comme la théorie de l'état stationnaire, à la suite de la découverte du fond diffus cosmologique, dont l'existence, et particulièrement le spectre de corps noir étaient impossibles à  expliquer dans le cadre de la théorie de l'état stationnaire. Depuis, divers effets d'évolution observés dans les populations galactiques, ainsi que la mesure directe de la variation temporelle de la température du fond diffus cosmologique (voir La mesure de la température du fond diffus cosmologique à grand redshift dans l'article Big Bang) au cours du temps ont apporté des preuves observationnelles explicites de la fausseté du principe cosmologique parfait.

## Conséquences du principe cosmologique parfait
Si l'Univers est identique à lui-même à toutes les époques, sa densité d'énergie doit être constante. Pour cela, il faut que l'Univers soit statique (sans expansion), soit en expansion, mais avec un mécanisme qui permette de garder sa densité constante. Le cas d'un univers statique a été proposé par Albert Einstein en 1917 (voir univers d'Einstein). Cependant, le terme de principe cosmologique parfait est rarement employé pour ce modèle, Einstein lui-même s'étant contenté d'employer le terme de principe cosmologique, sans référence à la staticité ou la stationnarité de son modèle. Dans le cas où l'Univers est en expansion, alors son taux d'expansion doit être constant. Une telle configuration est appelée univers de de Sitter, du nom de Willem de Sitter qui l'a proposé au début des années 1920. L'univers de de Sitter, tel qu'il a été proposé par de Sitter, suppose que le contenu matériel de l'Univers soit une constante cosmologique, que l'on peut voir comme une forme de matière très atypique dont la densité d'énergie est constante quel que soit le volume qu'elle occupe. Ce modèle ne saurait décrire l'Univers observable, car l'on sait que celui-ci contient de la matière ordinaire, qui est diluée par l'expansion de l'Univers. La théorie de l'état stationnaire suppose que les seules formes de matière existantes soient celles connues dans le modèle standard de la physique des particules (matière baryonique, électrons, neutrinos et photons), mais que celles-ci soient constamment créées au cours du temps, pour contrebalancer leur dilution du fait de l'expansion. Il existe un processus, amorcé par un mystérieux champ C dont l'existence hypothétique est supposée pour l'occasion, qui est responsable de ce phénomène de création continue.